# Edward Sedgwick
Edward Sedgwick (7 de novembro de 1889 – 7 de maio de 1953) foi um ator, cineasta, roteirista e produtor cinematográfico estadunidense que iniciou sua carreira na era do cinema mudo, alcançando a era sonora. Dirigiu  79 filmes, escreveu 34 roteiros para o cinema, atuou em 35 e produziu 7 filmes entre 1914 e 1953. Tornou-se mais conhecido por dirigir muitos dos filmes de Buster Keaton para a MGM.

## Biografia
Edward nasceu em Galveston, Texas, filho de Edward Sedgwick, Sr. e Josephine Walker, ambos atores de teatro. Ao quatro anos de idade, Edward Sedgwick juntou-se ao show business de sua família, a Sedgwick Comedy Company, um ato de vaudeville, fazendo sua especialidade o canto. Ele interpretou papéis infantis em vaudeville até os sete anos, quando ganhou sua primeira chance em comédia, um imigrante irlandês, em uma comédia escrita por seu pai, chamada Just Over.
Durante esse tempo, ele atuou no palco durante os meses de verão. No inverno, seu pai o levou de volta para Galveston e o mandou para a escola. Graduou-se no St. Mary's University, de Galveston, e foi então enviado para a Peacock Military Academy, em San Antonio, onde se formou com a patente de primeiro-tenente. Após a formatura, ele contemplou a vida militar, mas a atração pelo palco provou ser mais forte e voltou para a companhia dos pais, agora conhecida como The Five Sedgwicks. A trupe consistia de seus pais, ele mesmo e suas duas irmãs, Eileen e Josie Sedgwick. Forçado a fechar o ato com a doença dos pais, Sedgwick entrou na comédia musical e logo teve uma empresa própria, conhecida como The Cabaret Girls, produzida, dirigida e gerenciada por ele mesmo. A empresa foi muito bem sucedida, e só depois de repetidas ofertas de Romaine Fielding, no final de sua bem-sucedida terceira temporada, de dissolver a sua empresa e se tornar um ator de cinema, abandonou o vaudeville. Suas duas irmãs Eileen e Josie Sedgwick, tornaram-se também atrizes da era do cinema mudo.
Atuou pela primeira vez em 1914, na comédia curta-metragem All for Love, ao lado de sua irmã Eileen, pela Lubin Manufacturing Company. Continuou em comédias por algum tempo, e sua última atuação foi em 1924, no filme 40-Horse Hawkins (1924), ao lado de Hoot Gibson, pela Universal Pictures.
Sedgwick deixou aos poucos a carreira de comediante e passou a dirigir seriados, tais como Fantômas, e depois mudou-se para a unidade de westerns de Tom Mix. O amor de Sedwick pelo beisebol ajudou nas seqüências de William Haines em Slide, Kelly, Slide, de Buster Keaton em The Cameraman e de Robert Young em Death on the Diamond.
Sedgwick assinou com a MGM nos anos 1920, e lá ele encontrou Buster Keaton. Sedgwick (conhecido informalmente como Ed ou Junior) dirigiu os papéis de Keaton para a MGM, na era muda e na sonora: The Cameraman, Spite Marriage, Free and Easy, Doughboys, Parlor, Bedroom and Bath, Speak Easily e What! No Beer?.
Em 1936 Sedgwick foi um tempo produtor e diretor do Hal Roach Studios, onde fez Mister Cinderella e Pick a Star, ambos estrelados por Jack Haley, esse último com a prtesença de Laurel & Hardy.
Em 1938 Sedgwick dirigiu o filme The Gladiator estrelado por Joe E. Brown e Dickie Moore. Na década de 1940 Sedgwick teve menos oportunidades para dirigir (ele foi substituído por um diretor mais jovem na MGM em 1942). Quando Laurel & Hardy retornaram para a MGM em 1942, Sedgwick foi escolhido para dirigi-los em Air Raid Wardens. Foi a sua última missão de cinco anos, mas ele permaneceu na folha de pagamento da MGM, compartilhando um escritório com Buster Keaton.
Em 1948, Keaton, empregado como um comediante para Red Skelton, havia sugerido que Sedgwick seria um diretor ideal para A Southern Yankee. Mas Sedgwick não estava à altura do desafio: embora ele recebesse crédito directorial, S. Sylvan Simon dirigiu o filme em sua totalidade. O último filme de Sedwick foi para a Universal Pictures, Ma and Pa Kettle Back on the Farm.
Em 1953, já na era da televisão, dirigiu I Love Lucy um filme de 80 minutos com Lucille Ball e Desi Arnaz sobre a série de TV. Foi seu último trabalho.

## Vida pessoal e morte
Casou com a atriz Rose Adams em 26 de outubro de 1912, e se divorciou em Reno a 22 de agosto de 1933. Tiveram uma filha, Mary, nascida em 4 de dezembro de 1919.
Casou em seguida com a roteirista Ebba Ahl Havez (cujo nome artístico era Doris Vernon) em 3 de setembro de 1933, na Igreja de St. Paul. Ebba era viúva do roteirista e compositor Jean Constant Havez (que anteriormente fora casado com Cecil Cunningham). Sedgwick viveu com Ebba até sua morte, em 1953. Ebba morreu em 18 de junho de 1982.
Sedgwick morreu de Infarto agudo do miocárdio em Hollywood, Califórnia, aos 63 anos., em 7 de maio de 1953, e foi sepultado no Holy Cross Cemetery, em Culver City.
Tem uma estrela na Calçada da Fama, no 6801 Hollywood Blvd.

## Filmografia parcial

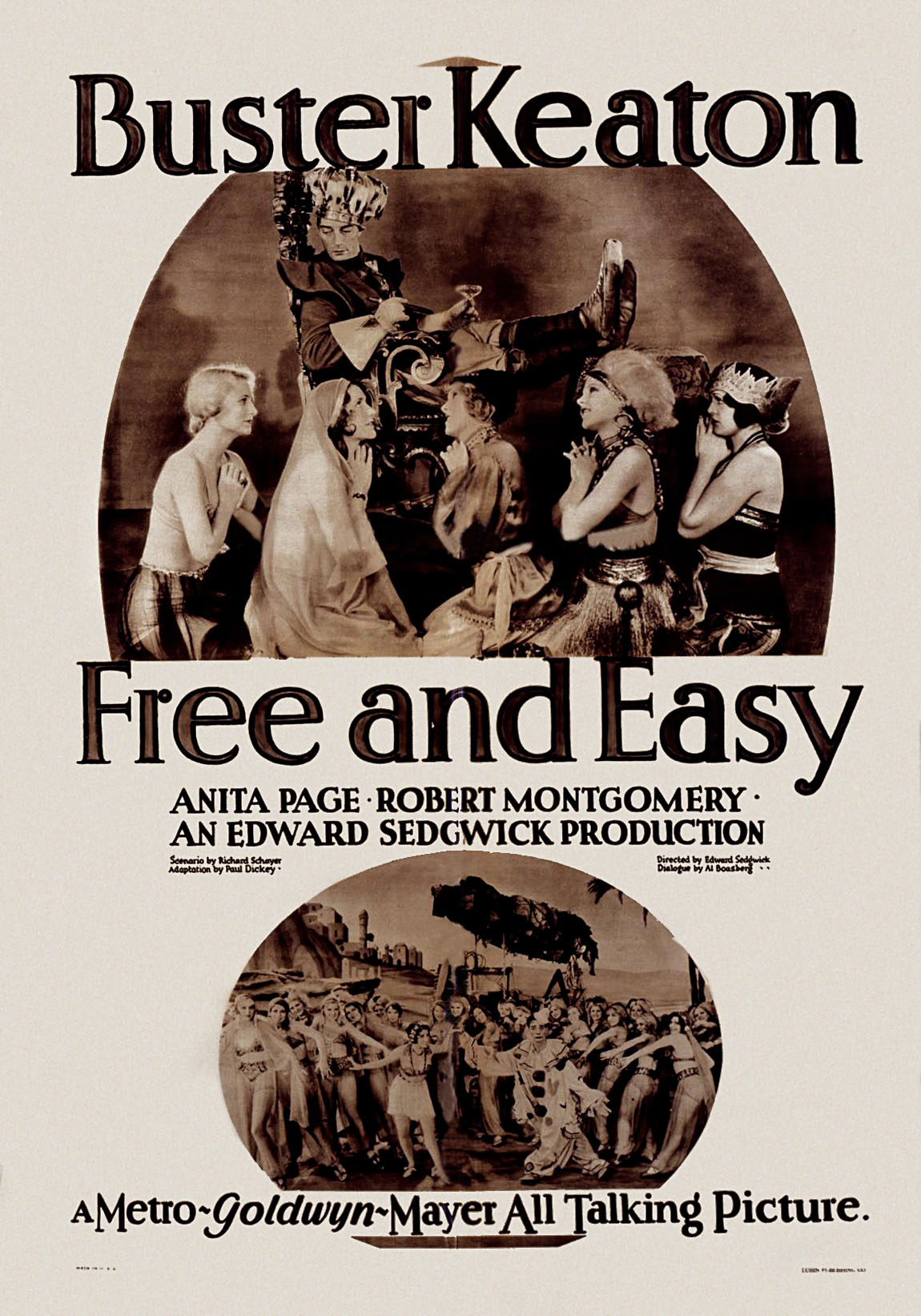
Cartaz de Free and Easy (1930), dirigido por Sedgwick.

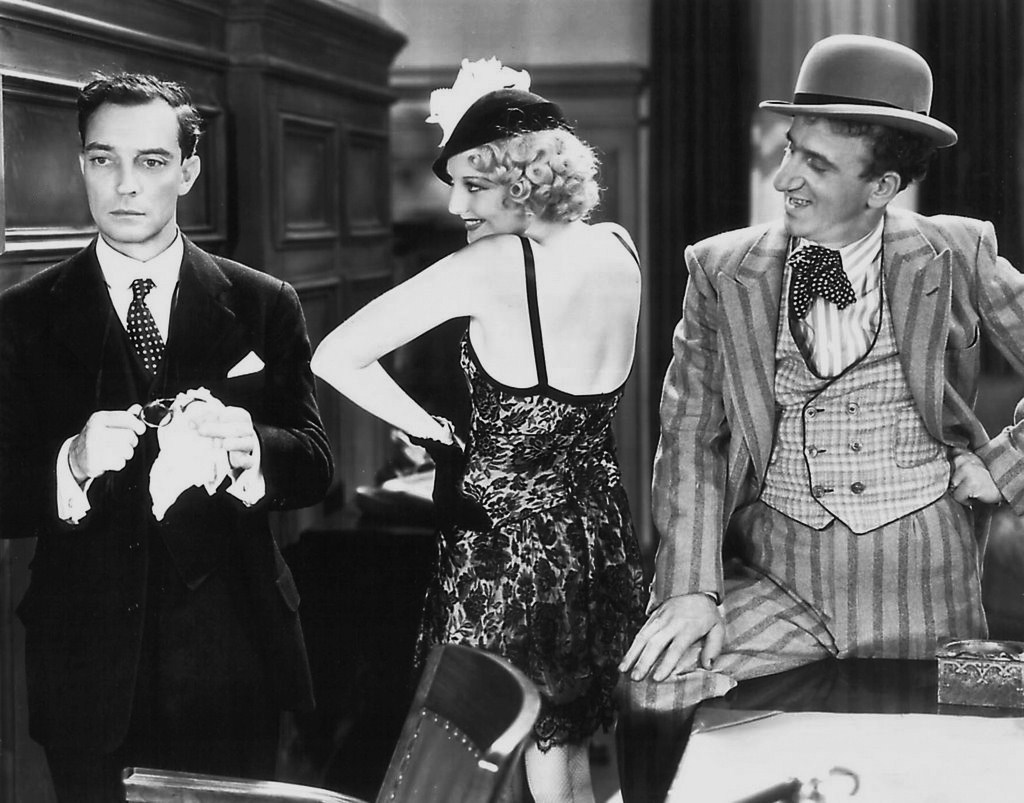
Cena do filme Speak Easily (1932), com Buster Keaton, Thelma Todd & Jimmy Durante, dirigido por Sedgwick.

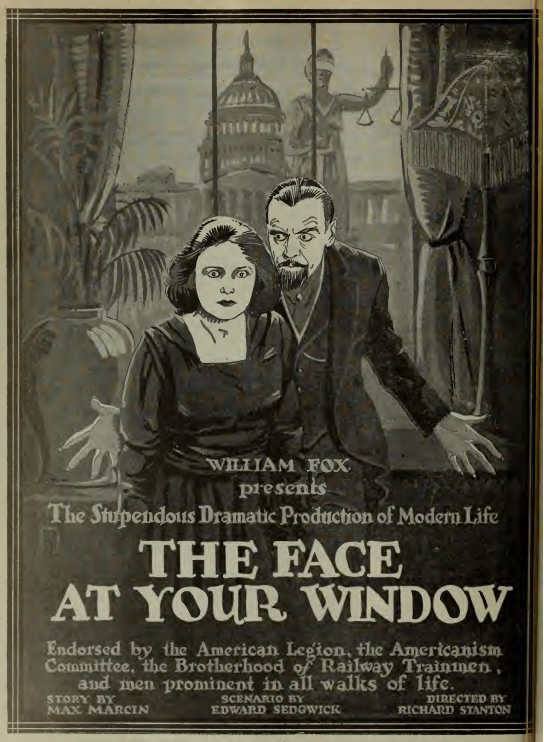
Cartaz do filme The Face at your Window, de 1920, cujo roteiro é de Sedgwick.

### Direção
- The Bearcat (1922)
- Shootin' for Love (1923)
- The Thrill Chaser (1923)
- Out of Luck (1923)
- The Gentleman from America (1923)
- Sawdust Trail (1924)
- Ride for Your Life (1924)
- Hook and Ladder (1924)
- The Phantom of the Opera (1925, direção não-creditada)
- Slide, Kelly, Slide (1927)
- The Cameraman (1928)
- Spite Marriage (1929)
- Free and Easy (1930)
- Doughboys (1930)
- Maker of Men (1931)
- Parlor, Bedroom and Bath (1931)
- Speak Easily (1932)[12]
- What! No Beer? (1933)
- Death on the Diamond.(1934)
- Father Brown, Detective (1934)
- Pick a Star (1937, direção e produção)
- Riding on Air (1937)[13]
- Mister Cinderella (1937, direção e produção)
- The Gladiator (1938)
- Air Raid Wardens (1942)
- I Love Lucy (1953)

### Atuação
- All for Love (1914)
- Checkers (1919)
- Sink or Swim (1920, atuação e roteiro)
- The Thrill Chaser (1923)
- 40-Horse Hawkins (1924)

### Roteiro
- Bride 13 (1920)
- Fantômas (1920, roteiro e direção)
- The Face at your Window (1920)
- Do and Dare (1922)
- Burn 'Em Up O'Connor (1939, direção e roteiro)